# Joan de Sahagún
Juan de Sahagún (1419-1479) o Juan de San Facundo va ser un prevere nascut a la vila de Sahagún, a la província de Lleó. Va fer-se frare agustí al convent de l'orde a Salamanca. Canonitzat per Alexandre VIII, la seva festivitat es commemora el 12 de juny. És el patró de Sahagún i de la ciutat de Salamanca.

## Biografia
Sant Joan va néixer el 1430, a Sahagún (o San Facundo), a la Corona de Castella. Era el major de set nens, fills de Juan González de Castrillo i Sancha Martínez.
Joan va rebre la seva primera educació dels benedictins de Sahagún. Un cop va rebre la tonsura, el seu pare li aconseguí el benefici de la parròquia de Dornillos. Alfonso de Cartagena, bisbe de Burgos, el va formar i l'ordenà prevere en 1445, fent-lo canonge de la Catedral de Burgos.
Joan, però, va renunciar-hi, conservant només la capellania de Santa Gadea, on deia missa, i es dedicà a la catequesi del poble ignorant. A més, va començar una vida d'austeritat i mortificació. Amb el permís del bisbe, va estudiar teologia a la Universitat de Salamanca. Essent capellà de San Bartolomé, va haver de sotmetre's a una operació de ronyó i va fer el vot d'ingressar en un orde religiós.
Així, en 1463 ingressà en l'Orde d'Eremites de Sant Agustí, a San Pedro de Salamanca, on va fer-hi professió un any després. Va dedicar-se a la predicació i la pastoral, convertint moltes ànimes de ciutadans de Salamanca. Aviat esdevingué mestre de novicis del convent i, el 1471, prior de la comunitat.

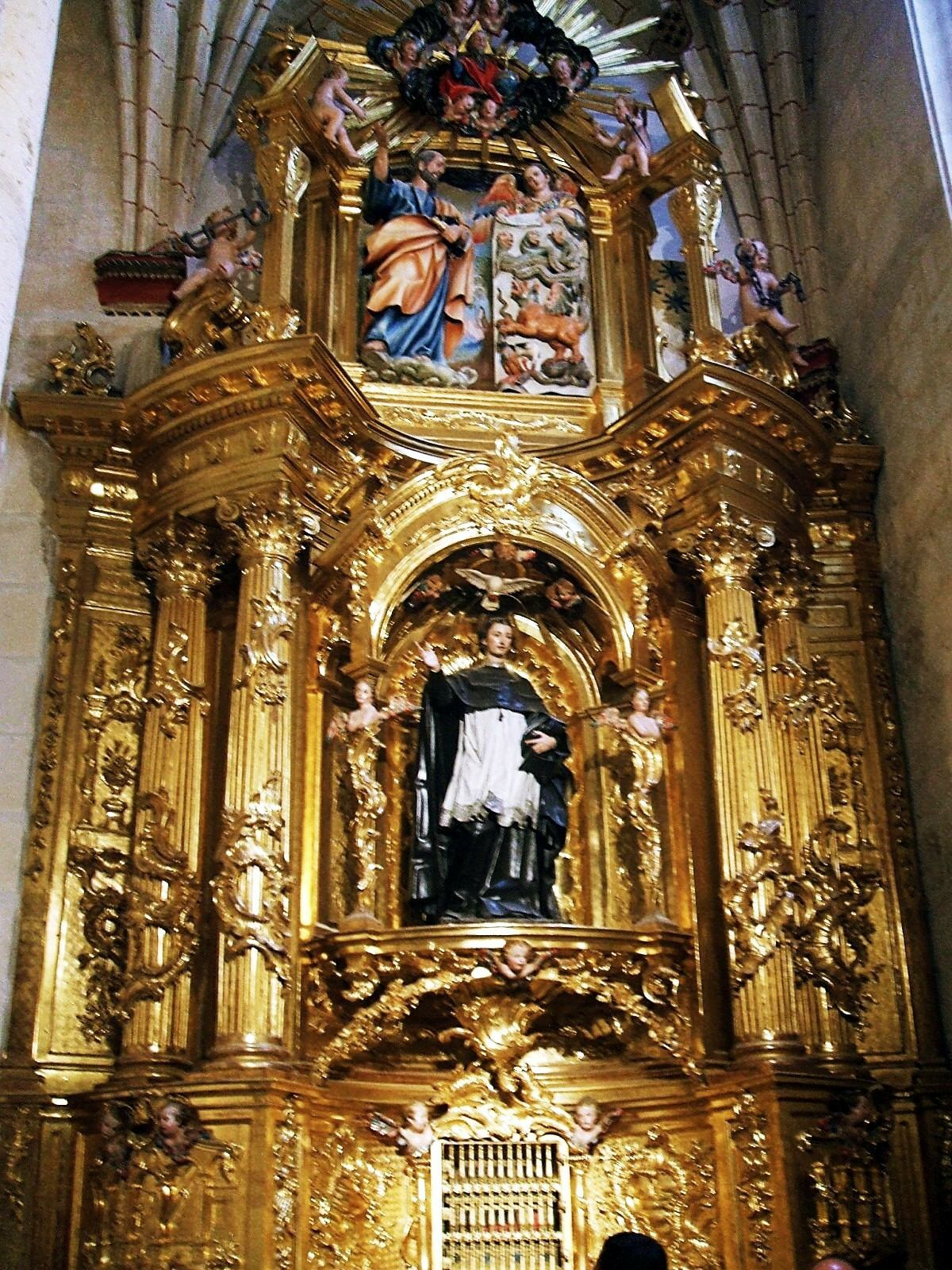
Retaule del sant a la Catedral de Burgos
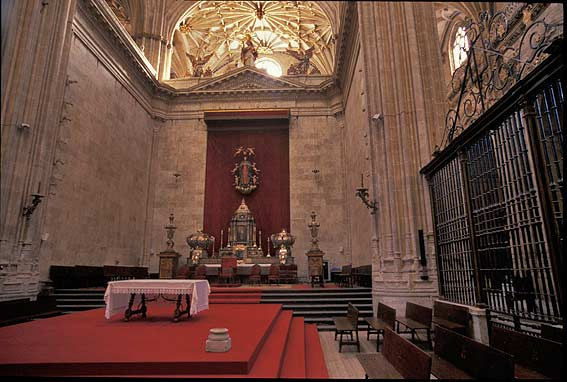
Capella major de la Catedral Nueva de Salamanca, amb les urnes d'argent on hi ha les restes de Sant Joan de Sahagun i de Sant Tomàs de Villanueva

Va tenir molta devoció pel Santíssim Sagrament: deia que, en dir la missa, veia l'hòstia consagrada resplendint en la seva glòria. Tenia la facultat de penetrar en els secrets de la consciència aliena, per la qual cosa no era fàcil enganyar-lo. En els seus sermons va predicar contra els crims i els vicis del moment, especialment entre els poderosos, la qual cosa li va fer guanyar molts enemics. Alguns van contractar sicaris perquè l'assassinessin, però aquests, commoguts per la bondat del sant, no podien fer-ho mai. Algunes dones el van atacar per la predicació que havia fet en contra del luxe excessiu de les robes femenines.
La seva predicació contra la luxúria va fer que un noble que vivia en concubinat deixés la seva amant; aquesta, com a venjança, va enverinar el sant i el va matar, tot i que aquesta és una tradició que no es troba a tot arreu, i només modernament.
Va morir l'11 de juny de 1479, al convent d'agustins de Salamanca.

## Miracles
A Salamanca es diu que un nen va caure a un pou del carrer del Pozo Amarillo. El sant va llençar-hi el seu cinyell i el nen, el va agafar, tot i que era molt avall. Llavors, el sant va fer pujar el nivell de l'aigua fins que el nen va tornar amunt de tot (és un miracle similar a l'explicat de sant Isidre.
Un altre, també a Salamanca, explica que un brau salvatge campava pels carrers de la ciutat, terroritzant els pobladors. Joan s'hi va posar al davant i va dir-li: "Tente, necio" ("Detura't, neci"). El brau va aturar-se i es va amansir; el carrer on va passar això porta el nom de Tentenecio.
Va aconseguir apaivagar les disputes que enfrontaven dos bàndols de famílies nobles de Salamanca. També es diu que va lliurar la ciutat d'una epidèmia de tifus negre.